# Mihail Kogălniceanu (Constanța)
Mihail Kogălniceanu (antiguamente Caramurat) es una comuna rumana del condado de Constanța.

## Toponimia
El nombre original del lugar puede encontrarse escrito con formas como Cara-Murat y Caramurat. Pasó a llamarse Mihail Kogălniceanu.

## Geografía
La comuna está ubicada en la región de Dobruja septentrional. 

## Historia
Los primeros pobladores del lugar habrían sido tártaros nogayos. Hacia finales del siglo XIX la comuna, que ya por entonces pertenecía al condado de Constanța, tenía contabilizada una población de 1569 habitantes y estaba formada únicamente por la localidad homónima.
En la segunda mitad del siglo XX la comuna había pasado a estar compuesta por las localidades de Mihail Kogălniceanu, Palazu Mic y Piatra. En el censo de 2021 la comuna tenía una población de 9103 habitantes.